# John Fernhout

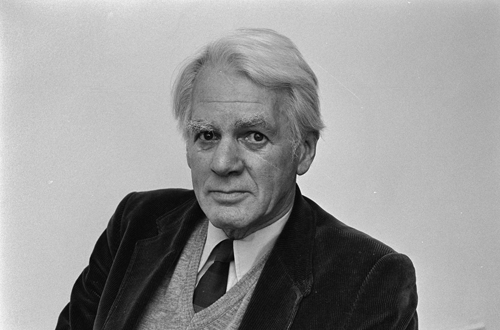
John Fernhout (1981)

Johannes Hendrik Fernhout, kurz John Fernhout oder auch John Ferno (* 9. August 1913 in Bergen, Nordholland; † 1. März 1987 in Jerusalem) war ein niederländischer Fotograf, Kameramann und Regisseur.

## Leben und Wirken

### Kindheit und Lehrjahre als Kameramann bei Joris Ivens

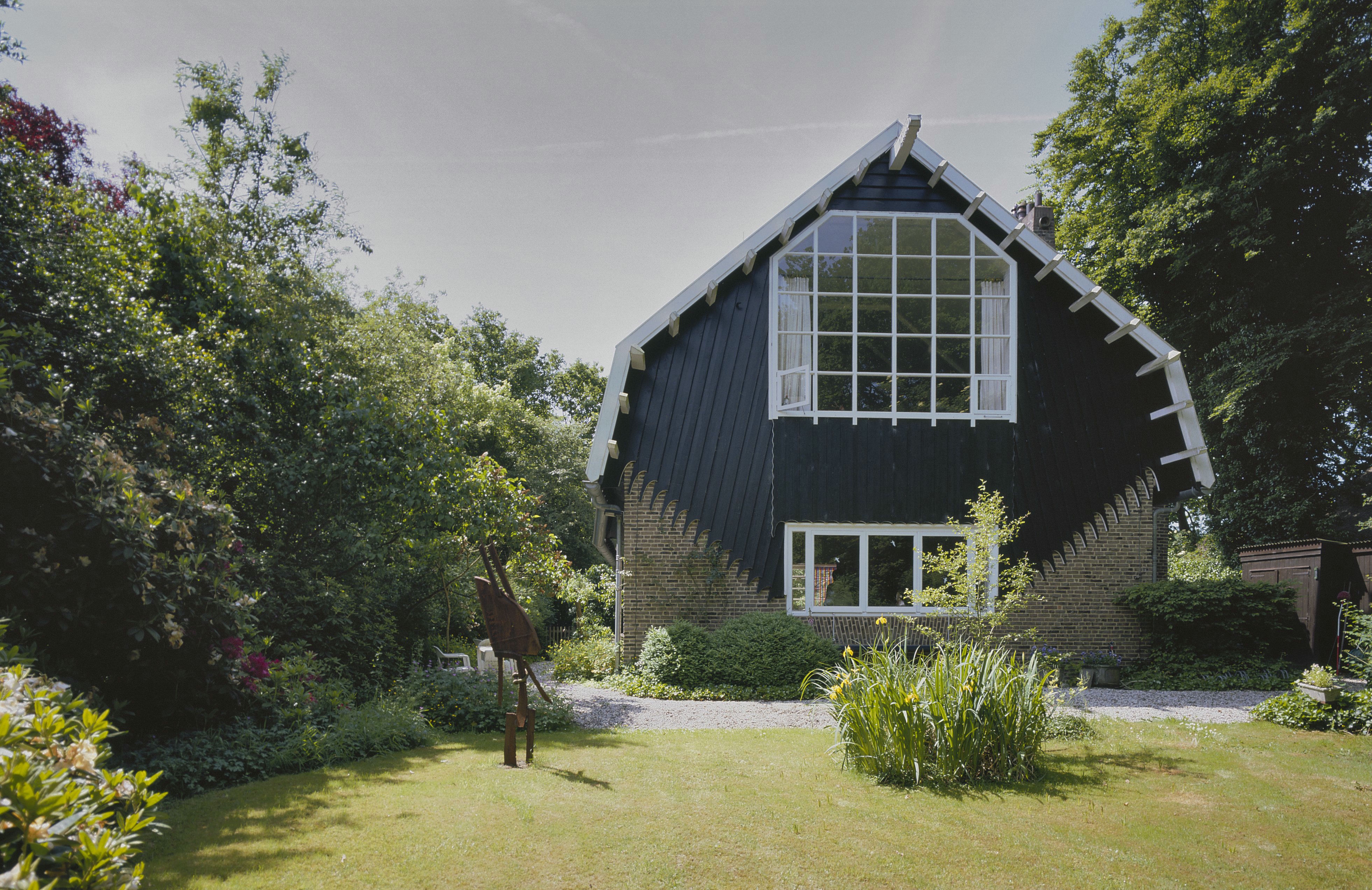
Haus De Vlerken in Bergen, wo John Fernhout als Kind lebte

John Fernhout kam 1913 als zweiter Sohn der Malerin Charley Toorop und des Philosophen Hendrik Fernhout in Bergen zur Welt. Sein Bruder war der spätere Maler Edgar Fernhout (1912–1974), außerdem hatte er eine jüngere Schwester. Vier Jahre nach John Fernhouts Geburt trennten sich seine Eltern und Charley Toorop zog mit den Kindern nach Bergen, wo sie das Haus De Vlerken bewohnten. 1926 lebte die Familie vorübergehend in Amsterdam.
1928 wurde Fernhout Assistent des Dokumentarfilmers Joris Ivens und zog bei ihm ein. Im Sommer arbeiteten sie an Mannus Frankens Kurzfilm Brandung. Im Jahr darauf assistierte Fernhout Ivens bei der Entstehung der Kurz-Doku Regen, in der er auch als Darsteller auftrat. 1930 wirkte er als Kameramann an Ivens' Dokumentation Zuiderzee über die Errichtung der Zuiderzeewerke mit.
Auf Wunsch seiner Mutter begann Fernhout ein Studium der Kinematografie in Paris, das er aber wieder abbrach. Stattdessen ging er nach Polen, um Fotos für Ivens Film Creosoot (1932) aufzunehmen, eine Auftragsarbeit über die Gewinnung und Verwendung von Kreosot. Dabei verwendete Fernhout erstmals eine Leica mit 35-mm-Film. Auf Ivens Rat besuchte er die Agfa-Schule in Berlin. Über den Maler György Kepes (1906–2001) lernte er die Fotografen Éva Besnyő und Robert Capa kennen.
1932 ging Fernhout mit Besnyő in die Niederlande, wo sie der Vereeniging van Arbeiders-Fotografen beitraten. Fernhout arbeitete als Kameramann für Ivens' Studio. Er wirkte an dem Kurzfilm Philips radio mit, den Ivens für Philips drehte und der die Herstellung der Produkte des Unternehmens zeigte. Philips radio gehörte zu den ersten niederländischen Tonfilmen. Der Ton wurde in einem Pariser Studio von Albert Helman aufgenommen.
Am 25. Juli 1932 heiratete Fernhout Éva Besnyő. Zusammen reisten sie nach Ungarn und machten Aufnahmen für eine Fotoreportage über das Elendsviertel Kiserdö am Stadtrand von Budapest, die in der Zeitschrift Het Leven erschien. Anschließend stand Fernhout erneut hinter der Kamera für Ivens Kurz-Dokumentarfilm Nieuwe gronden, einer Fortsetzung von Zuiderzee.

### Aufenthalt in Belgien und erste Regiearbeiten

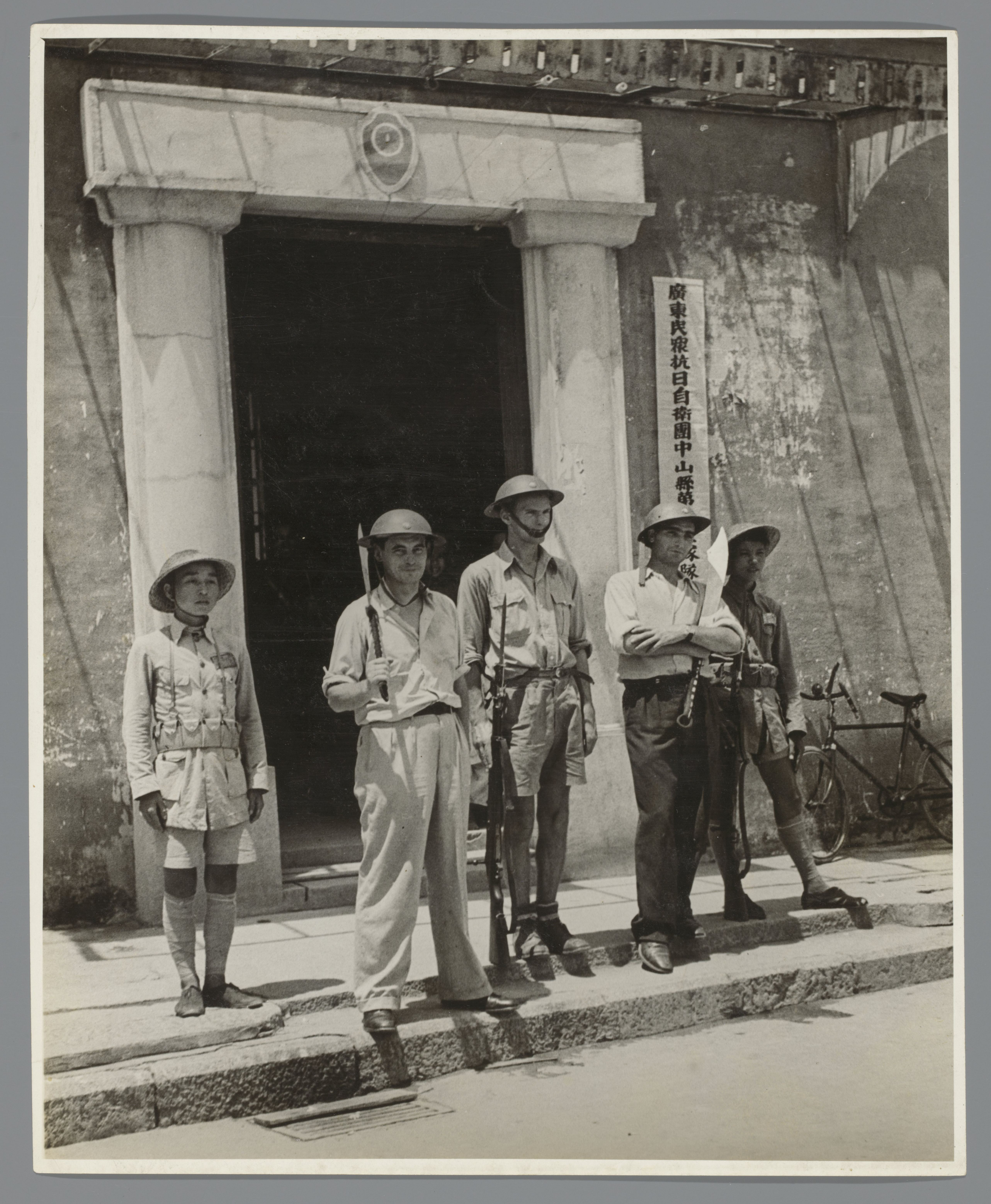
Joris Ivens, John Fernhout und Robert Capa in China (1938)

1934 lehrte Fernhout Filmtechnik in Amsterdam. Im gleichen Jahr lernte er den belgischen Filmemacher Henri Storck (1907–1999)  kennen. In dessen Auftrag begleitete er eine archäologische Expedition, die auf dem Segelschiff De Mercator zur Osterinsel reiste. Fernhout machte Naturaufnahmen, filmte aber auch Szenen in der Leprakolonie sowie den Transport einer Steinskulptur auf dem Weg zurück nach Belgien. Aus dem Material entstanden die drei Dokumentarfilme L'île de Pâques, Cap au Sud und Le Trois-mâts Mercator. Vorher fast ausschließlich als Kameramann tätig, führte Fernhout hier auch Regie. In den folgenden zwei Jahren entstanden weitere Filme in Zusammenarbeit mit Storck.
1937 trennten sich Fernhout und Besnyő. Sie ließen sich jedoch erst nach dem Zweiten Weltkrieg (1945) scheiden, um Besnyő, die jüdischer Herkunft war, vor Verfolgung zu schützen.
Fernhout arbeitete 1937 als Kameramann für Ivens Dokumentarfilm Spanische Erde, den sie nach einem Skript von Ernest Hemingway während des Spanischen Bürgerkriegs drehten. Der Film wurde mit einem National Board of Review Award ausgezeichnet. 1938 ging Fernhout mit Ivens und Capa für sechs Monate nach China, wo die Dreharbeiten für Ivens Dokumentation The 400 Million  stattfanden. Darin thematisierte er den Widerstand der Chinesen gegen die japanische Invasion.

### Aufenthalt in den Vereinigten Staaten während des Zweiten Weltkriegs

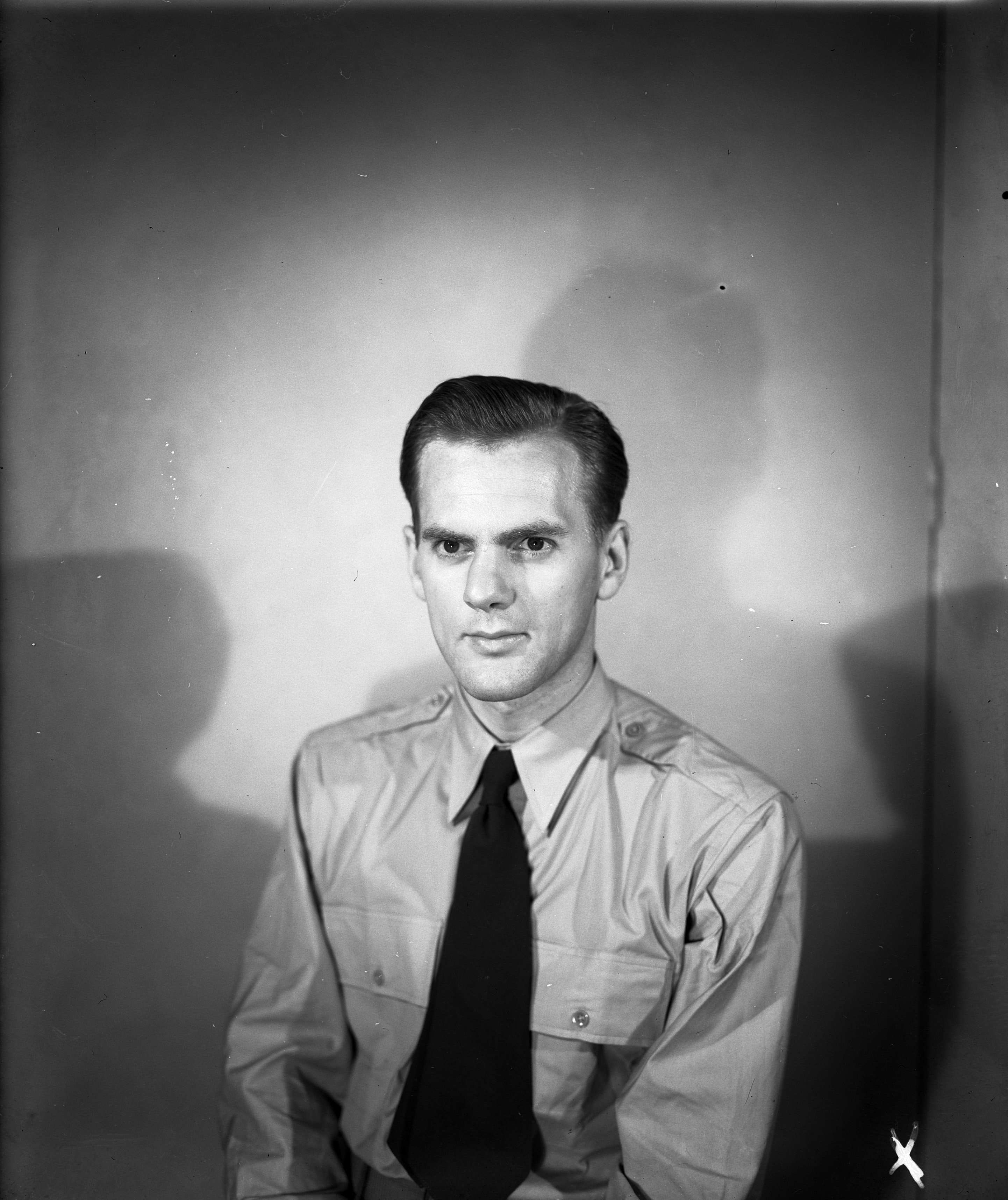
Fernhout in New York (c.1943)

Während Ivens 1939 nach Paris ging, um The 400 Million fertigzustellen, reiste Fernhout nach einem kurzen Besuch der Niederlande in die Vereinigten Staaten aus. Dort ließ er sich unter dem Namen John Ferno nieder. In New York lernte er seine zukünftige zweite Ehefrau, die Tänzerin  Blanche (Polly) Korchien (verst. 1962) kennen. 1943 kam ihr gemeinsamer Sohn Douwes zur Welt.
Bis 1942 war Fernhout für das Educational Film Institute der New York University und das National Film Board of Canada (NFB) tätig. Bei der für einen Oscar nominierten Dokumentation High Over the Borders (1942), die vom NFB produziert wurde, zeichnete er für den Filmschnitt verantwortlich.
Von 1942 bis 1944 arbeitete Fernhout für das Netherlands Information Bureau in New York. Dort wurde er Leiter der neu gegründeten Filmabteilung. Er drehte Filme über niederländische Traditionen und Persönlichkeiten, wie die Taufe von Margriet von Oranien-Nassau in Ottawa, die sich vor allem an das amerikanische Publikum richteten.

### Nachkriegszeit in Europa
Im Oktober 1944 kehrte Fernhout als leitender Kriegskorrespondent mit den Alliierten Streitkräften nach Europa zurück. Im Auftrag des Netherlands Information Bureau und des britischen Informationsministeriums drehte er bis 1945 mehrere Kurzfilme, die einzelne Schritte der Befreiung von der Deutschen Besatzung thematisieren. Dazu gehört unter anderem der Film The Last Shot, der Ereignisse kurz vor und nach der Befreiung aufgreift, wie Kriegsschäden und „Hongerwinter“, Einmarsch der Alliierten in Amsterdam und Festnahme von NSB-Funktionären. Ein anderer Film, Broken Dykes, zeigt die Bombardierung der Deiche auf Walcheren.
Fernhout lebte nach dem Krieg zunächst in Paris. Mit Kameramann Richard Leacock drehte er 1947 in Europa und Marokko sieben Filme für die Reihe People of the Earth. Später zog er nach Bougival und drehte bis 1954 einige Bildungsfilme in Zusammenhang mit dem Marshallplan. Anschließend hielt er sich 18 Monate in Rom auf, dann bis 1957 in London.

### Lebensabend in den Niederlanden, Italien und Israel
1958 erschien Fernhouts Kurz-Dokumentation A.B.C. über die Niederländischen Antillen. Dieser zeigt Natur- und Alltagsaufnahmen von den Inseln Aruba, Bonaire und Curaçao. Während Fernhout Regie führte, wirkte Walter Lassaly als Kameramann mit. Der Film wurde mit einer Nominierung für die Goldene Palme ausgezeichnet.
1960 kehrte Fernhout in die Niederlande zurück. Zwei Jahre später drehte er mit seinem Sohn Douwes in Paris zahlreiche Filme über die französische Sprache. 1967 inszenierte er seine erfolgreichste Dokumentation, den Kurzfilm Sky Over Holland, der ihm eine Oscar-Nominierung einbrachte. Sein Sohn war als Produzent und Kameramann beteiligt. Die Standfotos lieferte Cas Oorthuys, über den Fernhout später die Dokumentation My Generation drehte.
Von 1968 bis 1980 pendelte Fernhout zwischen den Niederlanden, seinem Haus in Sperlonga und Israel, wo er weitere Filme mit seinem Sohn drehte. Am 17. Juli 1978 heiratete er in Amsterdam seine dritte Frau Julia Meirovna Wiener.

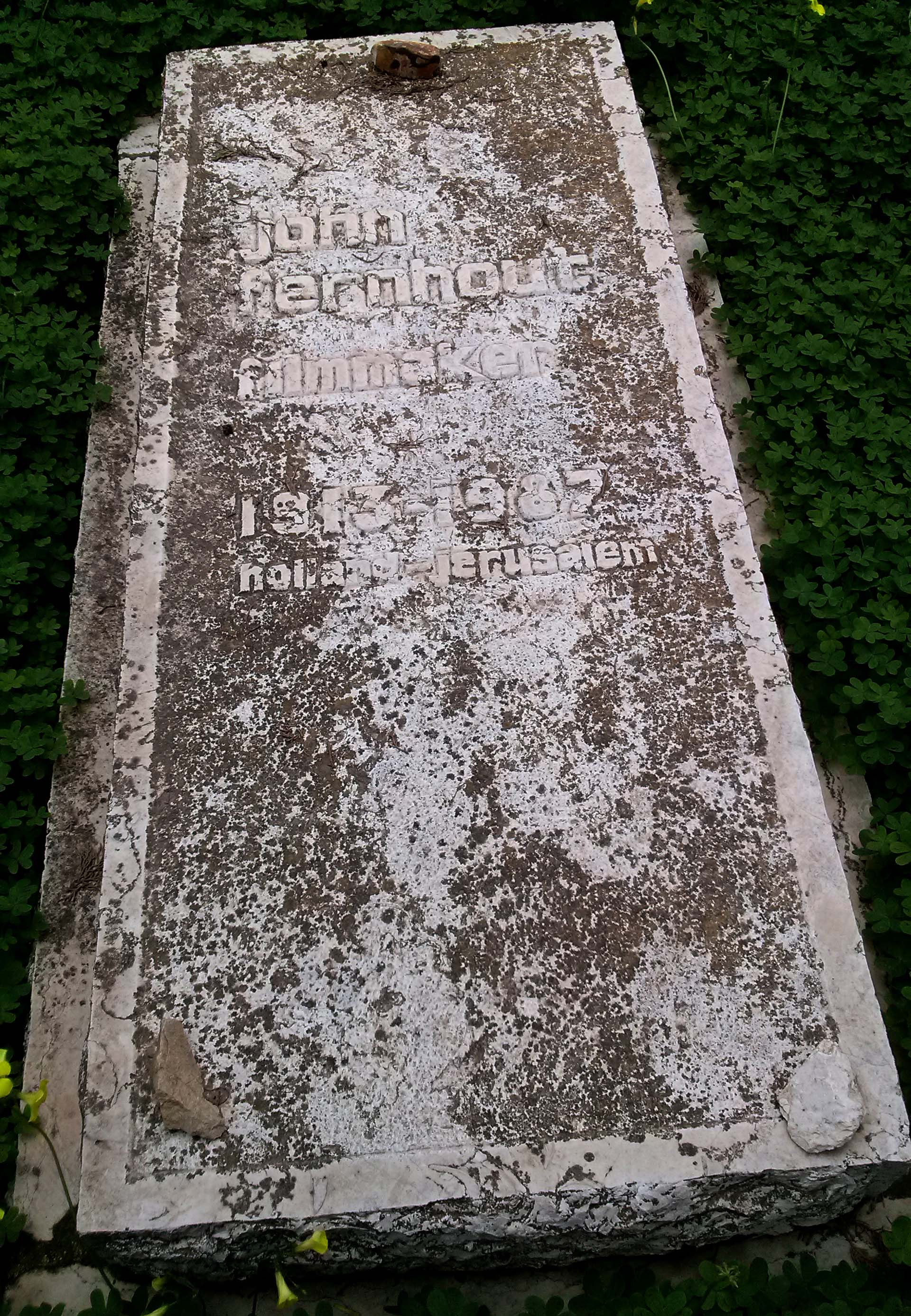
Grab von John Fernhout auf dem Alliance Church International Cemetery in Jerusalem

1985 drehte Fernhout seinen letzten Film, die Dokumentation The Preserved Landscape über den Naturpark Hoge Veluwe. Kurz danach erlitt er einen Herzanfall. 1987 starb er in Jerusalem.

## Auszeichnungen
- 1967: Grand Prix auf den Internationalen Filmfestspielen von Cannes in der Kategorie „Bester Kurzfilm“ für Sky Over Holland
- 1968: Oscar-Nominierung in der Kategorie „Bester Kurzfilm“ für Sky Over Holland

## Filmografie (Auswahl)
Kameramann/Fotograf
- 1929: Brandung (Branding) (Kurzfilm)
- 1930: Zuiderzee (Kurzfilm)
- 1931: Philips Radio (Kurzfilm)
- 1933: Nieuwe gronden (Kurz-Dokumentarfilm)
- 1934: Productie van gastroduodenal ulcers bij de hond (Dokumentarfilm)
- 1934: Het meisje met de blauwe hoed (als Kamera-Assistent)
- 1937: Spanische Erde (Spaanse aarde) (Dokumentarfilm)
- 1939: The 400 Million (Dokumentarfilm)

Regisseur
- 1930: Vervoermiddelen (Kurzfilm)
- 1933: Hallo Everybody  (Kurz-Dokumentarfilm) (als Regie-Assistent)
- 1933: Roode sport (Kurzfilm)
- 1935: L'île de Pâques (Dokumentarfilm)
- 1935: Le Trois-mâts Mercator (Dokumentarfilm)
- 1935: Cap au Sud (Dokumentarfilm)
- 1945: Broken Dykes  (Kurz-Dokumentarfilm)
- 1946: The Last Shot (Het laatste schot) (Kurzfilm)
- 1947: Forgotten Island (Kurz-Dokumentarfilm)
- 1948: The Po River Valley: Italy (Dokumentarfilm)
- 1949: Food for Paris Markets.. Northern Rural France (Dokumentarfilm)
- 1950: Corinth-Canal (Kurz-Dokumentarfilm)
- 1950: Land behind the Dikes (Dokumentarfilm)
- 1953: Mountain Farmer (Dokumentarfilm)
- 1954: Miner's Window (Dokumentarfilm)
- 1958: A.B.C. (Kurz-Dokumentarfilm)
- 1958: Blue Peter (Kurz-Dokumentarfilm)
- 1964: Wehrhafte Schweiz (Oscartitel Fortress of Peace; Kurzfilm)
- 1967: Sky Over Holland (Kurz-Dokumentarfilm)
- 1971: The Three of Life
- 1980: Museum on the Hill
- 1983: Three Generations (Drie generaties)
- 1984: My Generation is Black and White (Mijn generatie is zwart-wit)
- 1985: The Preserved Landscape (Het bewaarde landschap)  (Dokumentarfilm)

Weitere
- 1941: A Child Went Forth (Kurz-Dokumentarfilm) (als Produzent)
- 1942: High Over the Borders (als Filmeditor)
- 1951: The Journey (als Produzent)
- 1952: 1 2 3. Europa im Bild (One-Two-Three. A Monthly Review From Europe) (Dokumentar-Reihe) (als Production Manager und Supervisor)